# Zij maakt het verschil
Zij maakt het verschil is de opvolger van het succesvolle debuut van Mijn houten hart, dat in 2001 een nummer 1-hit is van De Poema's, een samenwerkingsverband tussen de band Van Dik Hout en het duo Acda en De Munnik. Twee jaar later verschijnt het album Best of en in de Top 2000 van NPO Radio 2 is het sindsdien een vaste waarde.

## Achtergrond
Aanvankelijk zou Zij maakt het verschil op een B-kant verschijnen als solo van De Munnik op piano. Maar tijdens de repetities sloeg dit zo aan dat men besloot dit nummer op te nemen met alle Poema's-leden en een andere B-kant te kiezen.

## NPO Radio 2 Top 2000
| Nummer met noteringen in de NPO Radio 2 Top 2000 | '03  | '04 | '05 | '06 | '07 | '08 | '09 | '10 | '11 | '12 | '13 | '14 | '15 | '16 | '17 | '18 | '19 | '20 | '21 | '22 | '23 | '24 |
| ------------------------------------------------ | ---- | --- | --- | --- | --- | --- | --- | --- | --- | --- | --- | --- | --- | --- | --- | --- | --- | --- | --- | --- | --- | --- |
| Zij maakt het verschil                           | 1373 | 122 | 146 | 190 | 314 | 234 | 300 | 300 | 356 | 483 | 384 | 576 | 484 | 537 | 545 | 721 | 540 | 601 | 752 | 817 | 688 | 785 |

1. ↑  Een vetgedrukt getal geeft de hoogste notering aan.
2. ↑  2003 was het eerste jaar met een notering voor dit nummer.